# Cucullia laetifica
Cucullia laetifica är en fjärilsart som beskrevs av Joseph Albert Lintner 1875. Cucullia laetifica ingår i släktet Cucullia och familjen nattflyn. Inga underarter finns listade i Catalogue of Life.